# Брадичка
Брадичката е предната издадена част на долната челюст, под долната устна. Напълно развитият човешки череп има брадичка с размер между 0,7 и 1,1 сантиметра.

## Еволюция
Наличието на добре развита брадичка се счита за една от морфологичните характеристики на Homo sapiens, която го отличава от останалите човешки предци (като например неандерталците). Ранните човешки предци имат различна симфизна морфология, но никой от тях няма добре развита брадичка. Защо съвременните хора имат тази определена черта и защо тя не присъства у никой оцелял примат остават отворени въпроси и до днес. Произходът на брадичката традиционно се свързва със скъсяването на предната и задната ширина на зъбната дъга. Все пак, общото ѝ механично или функционално предимство по време на хранене, произход на развитието и връзката с човешката реч, физиология и обществено влияние са обект на чести дебати.
Някои учени спекулират, че нуждата от устояване на напрежението при дъвчене може да е задействало удебеляване на костта в областта на долната челюст, което в крайна сметка е довело до образуването на брадичката. Въпреки това, остава въпросът дали брадичката е адаптивна или неадаптивна структура.

## Двойна брадичка
Двойната брадичка представлява слой подкожна мазнина около врата, който е провиснал и образува бръчка, създавайки впечатление за втора брадичка. Мастната възглавничка може да се премахне хирургически.